# Ranunculus clypeatus
Ranunculus clypeatus là một loài thực vật có hoa trong họ Mao lương. Loài này được (Ulbr.) Lourteig miêu tả khoa học đầu tiên năm 1956.